# فرودگاه سان‌چان
فرودگاه سان‌چان (به انگلیسی: Sonchon Airport) یک فرودگاه نظامی است . این فرودگاه در کشور کره شمالی قرار دارد و در ارتفاع ۶۰ متری از سطح دریا واقع شده است.